# 2020 SO
2020 SO é um objeto próximo à Terra identificado como o foguete auxiliar Surveyor 2 Centaur lançado em 20 de setembro de 1966, redescoberto pela pesquisa Pan-STARRS1 no Observatório Haleakala em 17 de setembro de 2020. Ele se aproximou da Terra e sua trajetória nominal temporariamente foi capturado pela Terra em 15 de outubro de 2020. Alguns pesquisadores em 2020 corretamente apontaram que não poderia ser uma rocha espacial, mas um foguete auxiliar lançado na década de 1960. Este foguete auxiliar fez sua aproximação mais próxima da Terra em 1º de dezembro (um dia antes da NASA identificá-lo como o impulsionador há muito perdido), mas está retornando para mais uma volta de vitória, de acordo com EarthSky.org. 2020 SO fez uma aproximação final da Terra em 2 de fevereiro a cerca de 220 mil quilômetros da Terra, ou 58% do caminho entre a Terra e a Lua. Após a confirmação do objeto como detrito espacial, o objeto foi removido do banco de dados do Minor Planet Center em 19 de fevereiro de 2021.
Em janeiro e fevereiro de 2036, ele se aproximará novamente da Terra com uma excentricidade geocêntrica inferior a 1, uma vez que as velocidades relativas serão pequenas, mas não estará dentro da esfera de Hill da Terra de 0,01 UA (1,5 milhão de km).

## Características
No momento de sua descoberta, 2020 SO tinha um movimento normal típico de um asteroide do cinturão principal. No entanto, as quatro observações que o Pan-STARRS obteve ao longo de 1,4 horas mostraram movimento não linear devido à rotação do observador em torno do eixo da Terra, que é uma assinatura de um objeto próximo.

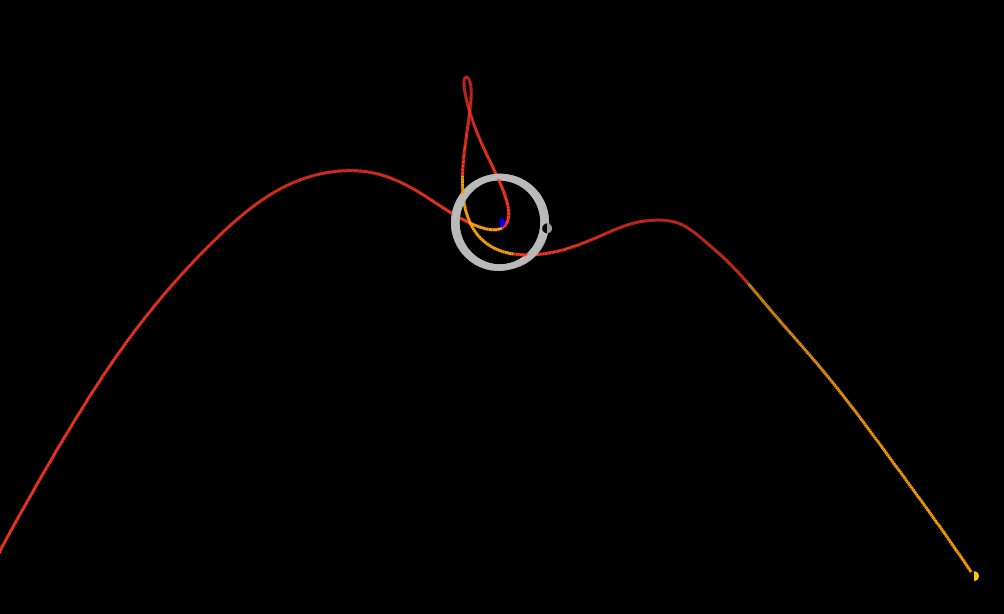
Trajetória de 2020 SO em torno do sistema Terra-Lua

Animação da trajetória do SO de 2020 e captura pela Terra de setembro de 2020 a junho de 2021

| Parâmetro | Época      | Órbita tipo | Período (p) | afélio (Q) | periélio (q) | Semieixo maior (a) | inclinação (i) | Excentricidade heliocêntrica (e) | Excentricidade geocêntrica (e) |
| Unidades  |            |             | (anos)      | AU         | AU           | AU                 | (°)            |                                  |                                |
| --------- | ---------- | ----------- | ----------- | ---------- | ------------ | ------------------ | -------------- | -------------------------------- | ------------------------------ |
|           | 31-05-2020 | Apollo      | 1.056       | 1.0722     | 1.0020       | 1.0371             | 0.14061°       | 0.03389                          | 737                            |
|           | 17-12-2020 | Atira       | 0.980       | 0.9882     | 0.9847       | 0.9865             | 0.13842°       | 0.00180                          | 0.89934                        |